# Tătulești
Tătulești is een Roemeense gemeente in het district Olt.
Tătulești telt 1197 inwoners.